# Edgar Solano
Edgar Solano Paredes (nació el 26 de octubre de 1978 en la Ciudad de México) es un exfutbolista y entrenador mexicano; se desempeñaba como defensa central. 
Debutó con el Club Necaxa y se retiró en la Liga de Ascenso de México con los Tiburones Rojos de Veracruz. 

## Trayectoria

### Futbolista
Defensa producto de las fuerzas básicas del Club Necaxa. Debutó en la Primera División de México en el Invierno 1997 en la victoria del Club Necaxa 1-0 sobre el Club Puebla. Con los Rayos jugó Pre-Libertadores 1999, estuvo en la plantilla que logró el título de CONCACAF y acudió al Mundial de Clubes de Brasil 2000 (obteniendo el tercer puesto) y participó en la Copa Merconorte.
Jugó con los Rojinegros del Atlas la Temporada 2000-2001; se reincorporó con el cuadro necaxista en junio de 2001. De cara al Clausura 2003 fue transferido a los Potros de Hierro del Atlante, donde se consolidó como un jugador importante en el sistema del "Piojo" Miguel Herrera. 
En diciembre de 2003 se sumó a Morelia. Jugó el Clausura 2008 con Monterrey. El segundo semestre del 2008 fue fichado por Jaguares de Chiapas. 
En el Clausura 2009, regresó al equipo que lo viera nacer como profesional el Club Necaxa. 
En la Temporada 2009-2010 se unió a Veracruz en la Liga de Ascenso de México, donde una lesión lo alejó de las canchas los primeros seis meses.

### Auxiliar y entrenador
Durante el 2011 asistió a Omar Arellano y a Jorge Almirón, en Veracruz y Correcaminos de la UAT, respectivamente. 
En marzo de 2013, se sumó al cuerpo técnico de Ignacio Ambriz, entrenador de los Gallos Blancos del Querétaro. 
Fue auxiliar técnico de Ignacio Ambriz en el Club América entre el 2015 y el 2016; del 2017 al 2018 lo acompañó en el Necaxa; entre el 2018 y 2021 en el Club León; del 9 de julio de 2021 al 25 de octubre de 2021 en el SD Huesca, de la Segunda División de España; en el Clausura 2022 en el Toluca. 
Asumió el cargo de entrenador del cuadro Sub-20 de Querétaro en el Apertura 2022.
Fue director técnico de Correcaminos de la UAT, del 7 de noviembre de 2022 al 7 de octubre de 2023.
Fue asistente de Diego Andréi Mejía en Bravos, durante las tres primeras Jornadas del Clausura 2024. 

## Clubes

### Futbolista
La siguiente tabla detalla los encuentros disputados y los goles marcados en los clubes en los que militó.
| C. Necaxa · México |               |               |     |   |    |    |    |     |     |   |
| 1ª | 1997-98       | 6             | 0   | - | -  | -  | -  | 6   | 0   |   |
| 1ª | 1998-99       | 3             | 0   | 0 | 0  | 2  | 0  | 5   | 0   |   |
| 1ª | 1999-00       | 5             | 0   | - | -  | 3  | 0  | 8   | 0   |   |
| 1ª | 2001-02       | 36            | 1   | - | -  | 6  | 0  | 42  | 1   |   |
| 1ª | 2002          | 15            | 0   | - | -  | -  | -  | 15  | 0   |   |
| 1ª | 2009          | 5             | 0   | - | -  | -  | -  | 5   | 0   |   |
| Total club | Total club    | 70            | 1   | - | -  | 11 | 0  | 81  | 1   |   |
| Real Cuautitlán · México |               |               |     |   |    |    |    |     |     |   |
| 2ª | 1997-98       | 20            | 1   | - | -  | -  | -  | 20  | 1   |   |
| 2ª | 1998-99       | 33            | 2   | - | -  | -  | -  | 33  | 2   |   |
| Total club | Total club    | 53            | 3   | - | -  | -  | -  | 53  | 3   |   |
| Atlas F.C. · México |               |               |     |   |    |    |    |     |     |   |
| 1ª | 2000-01       | 21            | 0   | 3 | 0  | -  | -  | 24  | 0   |   |
| Total club | Total club    | 21            | 0   | 3 | 0  | -  | -  | 24  | 0   |   |
| Atlante F.C. · México |               |               |     |   |    |    |    |     |     |   |
| 1ª | 2003          | 17            | 0   | - | -  | -  | -  | 17  | 0   |   |
| 1ª | 2003          | 20            | 0   | - | -  | -  | -  | 20  | 0   |   |
| Total club | Total club    | 37            | 0   | - | -  | -  | -  | 37  | 0   |   |
| Monarcas Morelia · México |               |               |     |   |    |    |    |     |     |   |
| 1ª | 2004          | 14            | 0   | 3 | 0  | -  | -  | 17  | 0   |   |
| 1ª | 2004-05       | 32            | 0   | - | -  | -  | -  | 32  | 0   |   |
| 1ª | 2005-06       | 36            | 0   | 3 | 0  | -  | -  | 39  | 0   |   |
| 1ª | 2006-07       | 18            | 1   | 2 | 0  | -  | -  | 20  | 1   |   |
| 1ª | 2007          | 10            | 0   | - | -  | 1  | 0  | 11  | 0   |   |
| Total club | Total club    | 110           | 1   | 8 | 0  | 1  | 0  | 119 | 1   |   |
| Monarcas A · México |               |               |     |   |    |    |    |     |     |   |
| 2ª | 2007          | 2             | 0   | - | -  | -  | -  | 2   | 0   |   |
| Total club | Total club    | 2             | 0   | - | -  | -  | -  | 2   | 0   |   |
| C.F. Monterrey · México |               |               |     |   |    |    |    |     |     |   |
| 1ª | 2008          | 14            | 0   | 3 | 0  | -  | -  | 17  | 0   |   |
| Total club | Total club    | 14            | 0   | 3 | 0  | -  | -  | 17  | 0   |   |
| Jaguares de Chiapas · México |               |               |     |   |    |    |    |     |     |   |
| 1ª | 2008          | 2             | 0   | - | -  | -  | -  | 2   | 0   |   |
| Total club | Total club    | 2             | 0   | - | -  | -  | -  | 2   | 0   |   |
| Jaguares de Tapachula · México |               |               |     |   |    |    |    |     |     |   |
| 2ª | 2008          | 11            | 0   | - | -  | -  | -  | 11  | 0   |   |
| Total club | Total club    | 11            | 0   | - | -  | -  | -  | 11  | 0   |   |
| Veracruz · México |               |               |     |   |    |    |    |     |     |   |
| 2ª | 2009-10       | 9             | 0   | - | -  | -  | -  | 9   | 0   |   |
| Total club | Total club    | 9             | 0   | - | -  | -  | -  | 9   | 0   |   |
| Total carrera | Total carrera | Total carrera | 329 | 5 | 14 | 0  | 12 | 0   | 355 | 5 |
| (1)Incluye datos de la Copa México, Pre Pre Libertadores (1998 y 2000) e InterLiga (2004, 2006, 2007 y 2008). (2)Incluye datos de la Copa Campeones CONCACAF (1999), Pre Libertadores (1999), Copa Merconorte (2001), Mundial de Clubes (2000) y SuperLiga (2007). |               |               |     |   |    |    |    |     |     |   |

## Selección nacional de México

### Categorías menores
Fue internacional con la selección de fútbol sub-23 de México en 11 ocasiones; participó en los Juegos Panamericanos de Winnnipeg y en el Preolímpico de Concacaf 2000, donde el Tricolor no consiguió su boleto a la justa olímpica.

### Participaciones en torneos internacionales
| Competición                         | Categoría | Sede           | Resultado       | Partidos |
| ----------------------------------- | --------- | -------------- | --------------- | -------- |
| Juegos Panamericanos 1999           | Sub-23    | Canadá         | Medalla de oro  | 4        |
| Preolímpico CONCACAF 2000           | Sub-23    | Estados Unidos | No se clasificó | 4        |
| Torneo Esperanzas de Toulon de 2000 | Sub-23    | Francia        | Primera fase    | 3        |
| Total                               | –         | –              | –               | 11       |

## Palmarés

### Futbolista
Campeonato nacional 
| Categoría                  | Título        | Club        | País   |
| -------------------------- | ------------- | ----------- | ------ |
| Primera División de México | Invierno 1998 | Club Necaxa | México |

 Campeonatos internacionales 
| Título                  | Club                      | Sede           | Año  |
| ----------------------- | ------------------------- | -------------- | ---- |
| Copa Campeones CONCACAF | Club Necaxa               | Estados Unidos | 1999 |
| Juegos Panamericanos    | Selección Mexicana Sub-23 | Canadá         | 1999 |